# Lorenzo Jaramillo
Lorenzo Jaramillo (Hamburgo, 26 de septiembre de 1955-Bogotá, 21 de febrero de 1992) fue un artista que trabajó la pintura, el dibujo, la ilustración, el grabado y la escenografía. Es reconocido por la expresión de sus trazos y colores en su obra, que como tema principal, abarca todo lo relacionado con la figura humana vista a niveles de transformación por sentimientos y emociones que la alteran. Pertenece al grupo de artistas plásticos colombianos que se dieron a conocer en la década de los ochenta, además de su participación activa en diferentes exposiciones a nivel nacional e internacional. Viajó por distintos lugares del mundo y vivió en algunas ciudades Europeas como París o Londres. Su visión amplia y conocedora de la cultura en general, pero sobre todo de sus pasiones como el cine, el teatro o la música, se ven reflejadas evidentemente en su trabajo pictórico.

## Biografía y trayectoria
Lorenzo Jaramillo fue una persona que desde su infancia siempre estuvo rodeada de un ambiente culto y estudioso, pues creció afectado por su entorno familiar, ya que su padre, Jaime Jaramillo Uribe, fue profesor de la Universidad de Hamburgo, Alemania, e historiador y su madre Yolanda Mora, antropóloga y también docente universitaria. Desde una edad muy temprana comenzó a mostrar profundo interés por las artes, la música y el teatro. Estudió su educación primaria y secundaria en el colegio Andino de Bogotá, complementando así su formación con clases de pintura dictadas por el maestro Juan Antonio Roda. Posteriormente, ingresa a la facultad de Bellas Artes de la Universidad Nacional de Colombia, donde finalmente, decide no terminar sus estudios. 
Participó en diferentes muestras colectivas de Arte importantes en el país como el XXVI Salón Nacional de Artes visuales. En 1977 viaja a Londres para estudiar, después de recibir una beca, pero nunca deja de viajar desde ese momento.
En 1980 realiza su primera exposición individual llamada Pinturas en la galería Iriarte en Bogotá. Expone también en países como México y Puerto Rico. Viaja a París en donde trabaja junto al maestro Luis Caballero Holguín. 
En 1984 participa en XVI Festival internacional de la Peinture. Château Musée de Cagnes-Sur Mer
Viaja constantemente y en 1985 es profesor de pintura en la Universidad de los Andes en Bogotá. Este mismo año realiza otra exposición individual en donde muestra uno de sus trabajos más recordados: Suite de las muchachas extravagantes en la Galería Garcés Velásquez en Bogotá.
Realiza varias escenografías para obras de teatro, muchas en el Teatro Libre de Bogotá o en el teatro Nacional de Bogotá.
En 1990 viaja a la India en donde es hospitalizado detectándole el virus del VIH, sin embargo, regresa a Bogotá en donde continuará su trayectoria con diversas exposiciones, siendo profesor de Arte y trabajando en distintas escenografías para teatro. Su última intervención en vestuario y escenografía fue realizada para la obra por Jacobo y su amo presentada de nuevo en el Teatro Libre de Bogotá.
En 1991 comienza a trabajar en un vídeo autobiográfico en donde presenta sus reflexiones sobre la vida, la enfermedad y el arte, mostradas a través de los sentidos corporales. El vídeo, titulado Nuestra película, es realizado junto al director de cine Luis Ospina. Muere el 21 de febrero de 1992. Este mismo año, su obra participa en el XXXIV Salón de Artistas y el Museo de Arte Moderno de Bogotá presenta una exposición retrospectiva del artista.

## Obras destacadas
- Caras (Dibujos en pastel, 1979-1981)
- Talking Heads (Dibujos en tinta, 1981-1982)
- Suite de las muchachas extravagantes (Dibujos en tinta y rotulador, 1985-1986)
- Hombre yacentes (Dibujos en tinta, 1987-1990)
- Angeles (Óleo sobre lienzo, 1986-1988)
- Volcanes (Óleo sobre lienzo, 1988-1990)
- Angeles (Grabado en metal, 1974-1991)